# Marija Prša
Marija Prša est une ancienne joueuse de volley-ball croate née le 27 novembre 1989 à Sisak. Elle mesure 1,80 m et jouait au poste de réceptionneuse-attaquante.

## Clubs
| Club                             | De        | À         |
| -------------------------------- | --------- | --------- |
| OK Sisak                         | 2004-2005 | 2005-2006 |
| ŽOK Azena Velika Gorica          | 2006-2007 | 2008-2009 |
| Florida International University | 2009-2010 | 2011-2012 |
| Mladost Zagreb                   | jan 2013  | mai 2013  |
| ASP Iones                        | sept 2013 | déc 2013  |
| Pallavolo Ornavasso              | fév 2014  | mai 2014  |
| Volley 2002 Forlì                | 2014-2015 | 2014-2015 |